# 瓦什纳维·雷迪·杰卡
瓦什纳维·雷迪·杰卡（英語：Vaishnavi Reddy Jakka，2002年5月1日—），印度女子羽毛球運動員。

## 簡歷
2017年12月，瓦什纳维·雷迪·杰卡出戰南非羽毛球國際賽，赢得女子單打比賽冠軍，這亦是她首項成人級別的國際賽冠軍。年內，瓦什纳维還赢得了五項青年級別的國際賽冠軍。

## 主要比賽成績
| 年份   | 賽事                 | 公開賽級別 | 項目     | 拍檔 | 成績   |
| ------ | -------------------- | ---------- | -------- | ---- | ------ |
| 2017年 | 白夜羽毛球賽         | 國際挑戰賽 | 女子單打 | －   | 準決賽 |
| 2017年 | 南非羽毛球國際賽     | 國際系列賽 | 女子單打 | －   | 冠軍   |
| 2017年 | 土耳其羽毛球國際賽   | 國際系列賽 | 女子單打 | －   | 準決賽 |
| 2018年 | 冰島羽毛球國際賽     | 國際系列賽 | 女子單打 | －   | 亞軍   |
| 2018年 | 伊朗羽毛球國際挑戰賽 | 國際挑戰賽 | 女子單打 | －   | 準決賽 |
| 2018年 | 巴西羽毛球國際賽     | 國際挑戰賽 | 女子單打 | －   | 準決賽 |

| 2007-2017年 | 首要超級賽 | 超級賽 | 黃金大獎賽 | 大獎賽 | 國際挑戰賽 | 國際系列賽 | 未來系列賽 | 其他 |

| 2018-2026年 | 總決賽 | 超級1000賽 | 超級750賽 | 超級500賽 | 超級300賽 | 超級100賽 | 國際挑戰賽 | 國際系列賽 | 未來系列賽 | 其他 |